# 펑샹구
펑샹 현(한국어: 봉상현, 중국어: 凤翔县, 병음: Fèngxiáng Xiàn)는 중화인민공화국 산시성 바오지시의 현급 행정구역이다. 관중 평원, 타이완 웨이베이 황토 고원의 서쪽, 바오지 시의 북동쪽에 위치한다. 춘추 시대에 진나라의 북쪽 수도로 옹성으로 불렸다. 당나라 때 봉상으로 개칭되었다. 넓이는 1,179km2이고, 인구는 2007년 기준으로 510,000명이다.

## 지리
북고남저의 지세를 보인다. 북쪽은 해발고도 1,000m~1,600m의 산지이다. 남쪽 타이완의 황토고원의 해발고도는 700~1,000m이다.
온대기후로 연평균 기온은 11.4도이고 1월 평균기온은 -2.2도, 7월 평균기온은 24.7도이다. 연평균 강수량은 625mm이고 연일조시간은 2,100시간이다. 무상일수는 209일이다.
기름진 토양과 심토가 남쪽에 광대하게 펼쳐져있어 경작에 유리하다. 토양이 비옥하여 곡물과 면화가 주로 생산되는 현이다. 북쪽의 산지의 토양은 적색을 띈다.

### 기후
| Fengxiang (1981−2010)의 기후                   | Fengxiang (1981−2010)의 기후 | Fengxiang (1981−2010)의 기후 | Fengxiang (1981−2010)의 기후 | Fengxiang (1981−2010)의 기후 | Fengxiang (1981−2010)의 기후 | Fengxiang (1981−2010)의 기후 | Fengxiang (1981−2010)의 기후 | Fengxiang (1981−2010)의 기후 | Fengxiang (1981−2010)의 기후 | Fengxiang (1981−2010)의 기후 | Fengxiang (1981−2010)의 기후 | Fengxiang (1981−2010)의 기후 | Fengxiang (1981−2010)의 기후 |
| 월                                             | 1월                          | 2월                          | 3월                          | 4월                          | 5월                          | 6월                          | 7월                          | 8월                          | 9월                          | 10월                         | 11월                         | 12월                         | 연간                         |
| ---------------------------------------------- | ---------------------------- | ---------------------------- | ---------------------------- | ---------------------------- | ---------------------------- | ---------------------------- | ---------------------------- | ---------------------------- | ---------------------------- | ---------------------------- | ---------------------------- | ---------------------------- | ---------------------------- |
| 역대 최고 기온 °C (°F)                         | 20.2 (68.4)                  | 24.0 (75.2)                  | 28.3 (82.9)                  | 33.7 (92.7)                  | 35.4 (95.7)                  | 40.1 (104.2)                 | 39.0 (102.2)                 | 37.3 (99.1)                  | 38.2 (100.8)                 | 31.3 (88.3)                  | 24.8 (76.6)                  | 21.1 (70.0)                  | 40.1 (104.2)                 |
| 일평균 최고 기온 °C (°F)                       | 4.2 (39.6)                   | 7.2 (45.0)                   | 12.4 (54.3)                  | 19.0 (66.2)                  | 24.1 (75.4)                  | 28.8 (83.8)                  | 29.8 (85.6)                  | 27.5 (81.5)                  | 22.7 (72.9)                  | 17.3 (63.1)                  | 11.3 (52.3)                  | 5.7 (42.3)                   | 17.5 (63.5)                  |
| 일일 평균 기온 °C (°F)                         | −1.5 (29.3)                  | 1.7 (35.1)                   | 6.5 (43.7)                   | 12.7 (54.9)                  | 17.7 (63.9)                  | 22.4 (72.3)                  | 24.4 (75.9)                  | 22.5 (72.5)                  | 17.7 (63.9)                  | 12.0 (53.6)                  | 5.5 (41.9)                   | −0.1 (31.8)                  | 11.8 (53.2)                  |
| 일평균 최저 기온 °C (°F)                       | −5.5 (22.1)                  | −2.5 (27.5)                  | 1.7 (35.1)                   | 6.9 (44.4)                   | 11.7 (53.1)                  | 16.4 (61.5)                  | 19.6 (67.3)                  | 18.4 (65.1)                  | 13.9 (57.0)                  | 8.1 (46.6)                   | 1.2 (34.2)                   | −4.2 (24.4)                  | 7.1 (44.9)                   |
| 역대 최저 기온 °C (°F)                         | −16.0 (3.2)                  | −13.4 (7.9)                  | −8.1 (17.4)                  | −3.0 (26.6)                  | 1.4 (34.5)                   | 7.3 (45.1)                   | 13.2 (55.8)                  | 10.3 (50.5)                  | 5.0 (41.0)                   | −4.1 (24.6)                  | −11.5 (11.3)                 | −19.2 (−2.6)                 | −19.2 (−2.6)                 |
| 평균 강수량 mm (인치)                          | 6.1 (0.24)                   | 9.3 (0.37)                   | 21.8 (0.86)                  | 39.0 (1.54)                  | 56.1 (2.21)                  | 67.0 (2.64)                  | 106.4 (4.19)                 | 128.3 (5.05)                 | 103.3 (4.07)                 | 51.3 (2.02)                  | 15.1 (0.59)                  | 4.3 (0.17)                   | 608 (23.95)                  |
| 평균 상대 습도 (%)                             | 61                           | 63                           | 66                           | 68                           | 69                           | 66                           | 72                           | 80                           | 82                           | 78                           | 70                           | 64                           | 70                           |
| 출처: China Meteorological Data Service Center |                              |                              |                              |                              |                              |                              |                              |                              |                              |                              |                              |                              |                              |

## 농업
경지의 면적은 50,374헥타르이고 숲의 면적은 5.5헥타르이며 195,361톤의 식품, 농산물, 임산물, 가축과 7억 3,864만 위안의 수산물을 생산한다. 주요 식품 작물로 밀을 생산하고 그밖에 수수, 옥수수, 콩을 생산한다. 또한 상업용 작물로 면화, 후추, 담배도 생산한다. 농부의 순수입은 1,301위안이다.

## 공업
농업 기계, 시멘트, 도자기, 기계용 벽돌, 설탕, 밀가루 등을 생산하고 양조업, 화학업, 식품 가공업이 발달해있으며 그러한 공장이 10개가 넘는다. 광물 자원으로는 석회석, 내화성 돌, 방해석, 철, 갈탄 등이 생산된다.

## 경제
총 GDP는 14억 8,251만 위안이고 총 소매 판매액은 3억 8,541만 위안이었으며 도시민과 농민의 저축 예금 평균은 10억 4,604만 위안이었다. 재정 수입은 4,343만 위안이었고 지출은 7,285만 위안이었다.

## 행정 구역
12개 진, 5개 향을 관할한다.
- 진: 城关镇, 虢王镇, 彪角镇, 横水镇, 田家庄镇, 糜杆桥镇, 郭店镇, 南指挥镇, 陈村镇, 长青镇, 柳林镇, 姚家沟镇.
- 향: 尹家务乡, 唐村乡, 董家河乡, 范家寨乡, 汉封乡.